# Ksienija Cybutowicz
Ksienija Cybutowicz (ros. Ксения Цыбутович, ur. 26 czerwca 1987) – rosyjska piłkarka grająca na pozycji obrońcy, zawodniczka krasnoarmiejskiej Rossijanki i reprezentacji Rosji, uczestniczka Mistrzostw Europy w Piłce Nożnej Kobiet 2009 (zdobywczyni bramki w meczu przeciwko Anglii).